# فهرست کشورها بر پایه جمعیت شهری
این یک فهرست از کشورها بر پایه جمعیت شهری است.
| رتبه | کشور                | جمعیت شهری    | تاریخ بروزرسانی |  |
| ---- | ------------------- | ------------- | --------------- |  |
| —    | جهان                | ۴،۱۲۷،۶۱۲،۹۶۰ | ۲۰۱۷            |  |
| ۱    | چین                 | ۸۰۳،۵۵۴،۵۰۰   | ۲۰۱۷            |  |
| ۲    | هند                 | ۴۴۹،۹۶۴،۵۲۰   | ۲۰۱۷            |  |
| ۳    | ایالات متحده آمریکا | ۲۶۷،۲۷۸،۶۴۰   | ۲۰۱۷            |  |
| ۴    | برزیل               | ۱۶۰٬۸۷۹٬۷۰۸   | ۲۰۱۰            |  |
| ۵    | اندونزی             | ۱۰۶٬۰۸۸٬۴۰۰   | ۲۰۰۵            |  |
| ۶    | روسیه               | ۱۰۲٬۷۰۵٬۳۰۰   | ۲۰۱۰            |  |
| ۷    | ژاپن                | ۸۴٬۰۷۵٬۳۰۰    | ۲۰۰۵            |  |
| ۸    | مکزیک               | ۷۸٬۳۴۷٬۷۴۰    | ۲۰۰۵            |  |
| ۹    | نیجریه              | ۶۳٬۳۹۷٬۳۰۰    | ۲۰۰۵            |  |
| ۱۰   | ایران               | ۶۲٬۰۱۶٬۹۹۰    | ۲۰۰۵            |  |
| ۱۱   | آلمان               | ۶۰،۳۸۰،۲۵۰    | ۲۰۱۷            |  |
| ۱۲   | بریتانیا            | ۵۴٬۰۲۳٬۱۷۰    | ۲۰۰۵            |  |
| ۱۳   | فیلیپین             | ۵۲٬۰۷۵٬۱۶۰    | ۲۰۰۵            |  |
| ۱۴   | ترکیه               | ۴۸٬۴۹۹٬۷۴۰    | ۲۰۰۵            |  |
| ۱۵   | فرانسه              | ۴۶٬۶۸۹٬۵۹۰    | ۲۰۰۵            |  |
| ۱۶   | پاکستان             | ۵۴٬۳۶۴٬۴۳۰    | ۲۰۰۵            |  |
| ۱۷   | ایتالیا             | ۳۹٬۶۱۸٬۳۶۰    | ۲۰۰۵            |  |
| ۱۸   | کره جنوبی           | ۳۹٬۰۲۱٬۶۷۰    | ۲۰۰۵            |  |